# فرانك فان در ستراويك
فرانك فان در ستراويك (بالهولندية: Frank van der Struijk)‏ (28 مارس 1985 ببوكستل في هولندا - ) هو لاعب كرة قدم هولندي في مركز الدفاع. شارك مع منتخب هولندا تحت 21 سنة لكرة القدم. أما مع النوادي، فقد لعب مع فيتيسه آرنهم وفيلم تو تيلبورغ.

## وصلات خارجية
- فرانك فان در ستراويك على موقع قاعدة بيانات كرة القدم.إي يو (الإنجليزية)
- فرانك فان در ستراويك على موقع Soccerbase.com (لاعب) (الإنجليزية)
- فرانك فان در ستراويك على موقع Soccerway.com (الإنجليزية)